# Костен
Костен (болг. Костен) — село в Болгарии. Находится в Бургасской области, входит в общину Сунгурларе. Население составляет 340 человек.

## Политическая ситуация
В местном кметстве Костен, в состав которого входит Костен, должность кмета (старосты) исполняет Ахмед  Мустафа Христем (Движение за права и свободы (ДПС)) по результатам выборов правления кметства.
Кмет (мэр) общины Сунгурларе — Георги Стефанов Кенов (Движение за права и свободы (ДПС)) по результатам выборов в правление общины.